# Апионы
Апионы (др.-греч. Ἀπίων, мн. др.-греч. Ἀπίωνες) — семья богатых землевладельцев в византийском Египте, чьи владения находились преимущественно в номах Среднего Египта Оксиринхе, Арсиное и Гераклеополе. Возвысившись из среды местной куриальной знати в V веке, c конца V века по VII век они достигли высших постов империи включая консульские. После завоевания Египта Сасанидами (618—629) Апионы в источниках не упоминаются.
Внимание историков к Апионам обусловлено тем, что с ними связано огромное количество Оксиринхских папирусов, в результате чего Апионы являются самой «документированной» семьёй ранней Византии. Редким и важным обстоятельством является то, что Апионы упоминаются как в папирологических источниках, так и в трудах позднеантичных историков. Так называемый «архив» Апионов проливает свет на преобразования экономической жизни Египта в византийский период, завершившийся коллапсом в начале VII века.

## История семьи
Происхождение семьи неизвестно. Неизвестно также, относятся ли к рассматриваемым Апионам эпарх и префект Египта Аврелий Апион (до 328 года) и Флавий Стратегий, комит и презид в Фиваиде 349 года. Именование семьи Апионов происходило по «паппонимической» системе, то есть мужчин называли в честь деда, на основании чего историками была произведена реконструкция родственных связей в ней на раннем этапе. Количество поколений и идентификация представителей семьи менялась с прогрессом папирологических исследований. Ниже приведена схема поколений согласно реконструкции Т. Хики (Todd Hickey, 2012). Вариант П. Сарриса (P. Sarris, 2006) включает два дополнительных поколения между Стратегием I и Апионом I, сдвигая, соответственно, нумерацию на 1.
О первом известном представителе семьи Апионов, Стратегии I, известно из оксиринских папирусов. Он служил управляющим в императорских поместьях (domus divina) в 430-х годах — в этом качестве он впервые упоминается в 436 году, но вероятно до этого он занимал важное положение как куриал. Вначале он был диойкетом в городе Оксиринхе, а затем стал управляющим всех поместий в этом номе. Между 457 и 460 годами он получил титул комита священной консистории (comes sacri consistorii), а затем vir spectabilis, относящееся к сенаторским званиям. В документах он упоминается как землевладелец, и его владения были не только в Оксиринхе. Вероятно, к моменту смерти, наступившей до 14 декабря 469 года, он был обладателем высокого сенаторского звания vir illustris. Возможно также, что именно этому Стратегию написал поздравление монах Исидор Пелусиотский по случаю назначения дуксом провинции Августамника. Единственным известным ребёнком Стратегия I является дочь Изида, которая как минимум до 482 года самостоятельно управляла своим имуществом. Её связь с Апионом I не вполне ясна, скорее всего, это был её муж. Апион I происходил из богатой гераклеопольской семьи Септимиев Флавианов (Septimii Flaviani). Его отец Флавиан I занимал должность комита священных щедрот. Впервые Апион I упоминается в 472 году, когда он исполнял в Оксиринхе обязанности дефенсора вместо своего умершего тестя. Затем он появляется в Константинополе, где упоминается на важных постах в письменных источниках. Во время войны с Персией 502—506 он отвечал за снабжение византийской армии. В 503 году он был патрикием. В 510 году он попал в немилость императора Анастасия I (491—518), либо за проступки во время войны, либо в связи со своими религиозными взглядами. Поместья Апиона были конфискованы, а сам он вместе со своим сыном Гераклидом, был пострижен в монахи. При императоре Юстине I (518—527) Апион был прощён и стал префектом Востока. Сообщается, что Апион был обращён из миафизитства в халкидонизм Юстинианом и Феодорой. Поскольку Юстиниан сочетался браком с Феодорой примерно в 525 году, к этому времени он ещё был жив. Умер он, вероятно, до 532 года. 

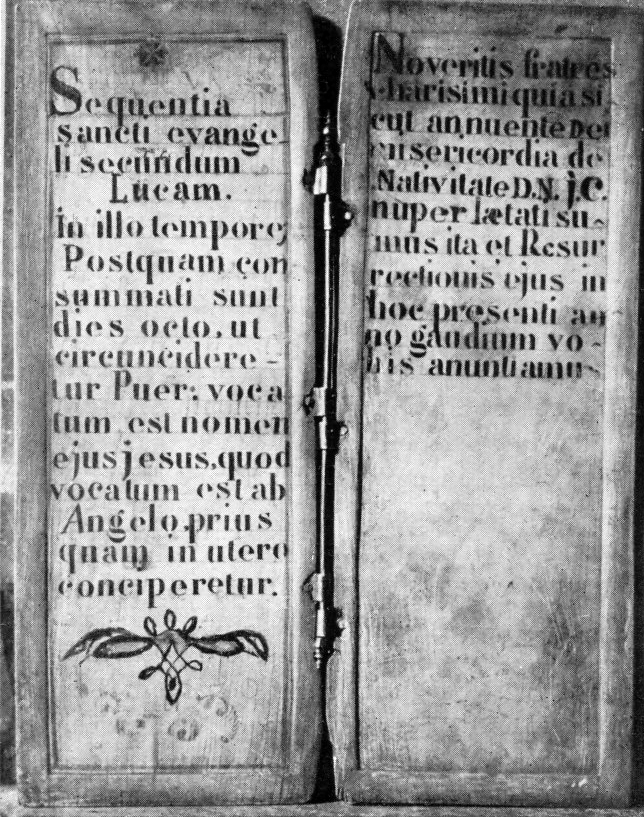
Консульский диптих Апиона II.

О Гераклиде, сыне Апиона, известно только, что он был принципалом (principalis) в Гераклеополе перед своим пострижением в монахи. Его брат Стратегий II (вероятно, младший) впервые упоминается как vir clarissimus, куриал и землевладелец в Оксиринхе. Поскольку в это время Апиона I не было в Египте, он получил свою собственность от матери или деда в несовершеннолетнем возрасте. К 497 году он уже распоряжался имуществом самостоятельно. В период между 492 и 507 годами он исполнял обязанности комита щедрот диоцеза Египта, а между 518 и 524 годами был назначен префектом августалом. В какой-то момент он получил звания военного магистра и почётного консула (ex consulibus). В это время он был владельцем всей собственности Апионов, однако не известно, включали ли они ранее конфискованные поместья. Примерно в сентябре 530 года он стал патрикием. В 532 году он принимал участие во встрече императора Юстиниана I с сирийскими епископами, а вскоре после этого он был назначен комитом священных щедрот. В этом качестве он участвовал в восстановлении собора Святой Софии и его освящении 27 декабря 537 года. В связи с дипломатическими поручениями он упоминается в «Истории войн» Прокопия Кесарийского. Предположительно, Стратегий II умер в начале 542 года — 18 февраля он ещё был жив, а 1 марта на пост комита был назначен Пётр Барсима.
При сыне Стратегия II, Апионе II, богатство семьи Апионов достигло своего предела. В 539 году, в крайне молодом возрасте, он стал консулом; эта должность требовала от своего носителя крупных расходов. В тот же год он стал комитом доместиков. На основе данных обнаруженных в конце 1990-х годов папирусов (P. Oxy LXIII) установлено, что до осени 543 года он находился под опекой своей матери Леонтии, что, в зависимости от того, какая норма римского права применялась в данном случае, относит его рождение к 517/518, 522/523 или даже 528/529 году. Апион II стал одним из последних консулов в Византии в то время, когда это звание занимали преимущественно близкие родственники императора или сам Юстиниан. Причина этого неизвестна, по предположению французской исследовательницы Ж. Бокам, это могло быть следствием родства Апионов с семьёй императора. На это может указывать наличие в числе его наследников женщины по имени Прейекта — в VI веке известно только две носительницы этого имени, одна из которых была племянницей императора Юстина II (565—578) и правнучатой племянницы консула 500 года Ипатия, племянника императора Анастасия I. Возможно, жена Апиона II была её дочерью. Один из сохранившихся папирусов описывает приготовления к празднованию жены Апиона II — этой «величайшей из женщин консульского звания». До конца своей жизни Апион II носил звание протопатрикия, дававшее право первым выступать в Сенате; хроника Иоанна Малалы называет его одним из лидеров этого представительного органа. Информация о его смерти зафиксирована в Оксиринхских папирусах 19 января 579 года.
Под 539 годом упоминается также ещё один Апион, названный vir spectabilis et advocatus fisci. Его связь с семьёй Апионов не установлена, возможно, это сын Гераклида, сына Апиона I.
Следующие 8 лет бумаги оксиринхских поместий адресуются коллективным наследникам, что даёт основания историкам предполагать у восточной аристократии стремление избегать своих владений. Помимо дочери Прейекты, у Апиона II был сын патрикий Стратегий III. После декабря 587 года единоличной владелицей становится Прейекта. Сыновьями Прейекты были Георгий и Апион III, ставший главой поместий до марта 593 года. Поскольку в таком случае отцом сыновей Прейекты был не-Апион, возникает достаточно необычная схема именования детей. Соответственно, существует гипотеза, что Георгий и Апион III были сыновьями Стратегия III. О Георгии известно, что он был почётным консулом в 586/7 году и умер к 590 году. Прейекта также вскоре перестаёт упоминаться в документах, но в 591 году упоминается её поместье (ойкос, др.-греч. οἶκος) в Гераклеополе. Возможно, в это время земли Апионов были разделены. Апион III также был почётным консулом, патрикием и пагархом. Его брак, о котором сообщается в письме папы Григория Великого (590—604), был крайне удачен — женой Апиона III стала наследница семьи Анициев (к этой семье принадлежал сам папа), Евсевия. Её мать Рустициана, внучка философа Боэция, имела владения на Сицилии, но проживала в Константинополе. Из других писем папы известно, что у Апиона III был как минимум один сын, известный как Стратегий IV (родился между 594 и 598 годами, не упоминается после 603 года). С этого времени хозяйственных записей становится существенно меньше. В конце 604 или начале 605 года Апион III стал патрикием. Известно, что он был ещё жив 5 июля 619 года и уже мёртв 12 января 620 года. Возможно, он стал жертвой вторгшихся в Египет в 618 году персов. Как минимум до августа 626 года оксиринхский ойкос продолжал функционировать, но данных после отвоевания Египта Ираклием I нет.

## Архив Апионов
В конце 1896 года английские археологи Б. Гренфелл и А. Хант обнаружили первые папирусы в Оксиринхе, а в начале 1898 года вышел первый том Oxyrhynchus Papyri (на январь 2017 вышло 82 тома). В этом томе была опубликована переписка между управляющими поместий Апионов, договоры найма работников, выставленные крестьянам счета за поставленные им семена и ирригационную технику. С тех пор относящиеся к Апионам документы обнаруживались и публиковались практически ежегодно. Значительная часть архива была включена в вышедший в 1926 году том XVI. По состоянию на 2004 год было известно более 250 текстов, относящихся к поместью Апионов, что делает его одним из лидеров по этому показателю. Документы охватывают период более 180 лет, с 426 года по 620/21. Анализ всего этого огромного массива документов и согласование его с другими историческими источниками представляет сложную задачу. Длительное время, до середины XX века, в византинистике господствовал взгляд на Египет как на косную социальную структуру, в которой положение человека определялось его происхождением, в котором коррумпированное бюрократическое государство озабочено исключительно сбором налогов. Благодаря работам А. Х. М. Джонса и увеличению числа доступного для изучения папирологического материала произошла переоценка прежних представлений.